# Pygopiophila sikorae
Pygopiophila sikorae är en tvåvingeart som beskrevs av Oswald Duda 1927. Pygopiophila sikorae ingår i släktet Pygopiophila och familjen ostflugor.
Artens utbredningsområde är Madagaskar. Inga underarter finns listade i Catalogue of Life.